# Raionul Nedrîhailiv, Sumî
Nedrîhailiv (în ucraineană Недригайлівський район, transliterat: Nedrîhailivskîi raion) este un raion în regiunea Sumî, Ucraina. Reședința sa este așezarea de tip urban Nedrîhailiv.

## Demografie
Componența lingvistică a raionului Nedrîhailiv
     Ucraineană (97,73%)
     Rusă (1,87%)
     Alte limbi (0,18%)
Conform recensământului din 2001, majoritatea populației raionului Nedrîhailiv era vorbitoare de ucraineană (97,73%), existând în minoritate și vorbitori de rusă (1,87%).